# Goodia (Fabaceae)
Goodia là một chi thuộc họ Fabaceae. Chi này có hai loài, đều là bản địa của Úc:
- Goodia lotifolia Salisb.
- Goodia medicaginea F.Muell.